# هجده پادشاهی

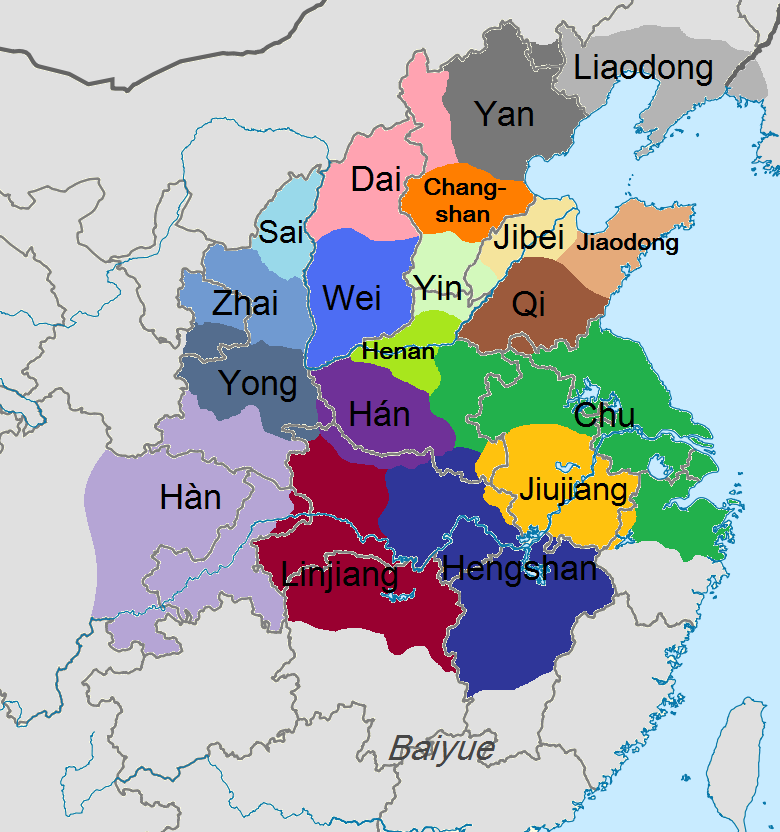
مکان تقریبی هجده پادشاهی.

اصطلاح تاریخ‌نگاری " هجده پادشاهی "، که به عنوان " هجده ایالت " نیز ترجمه شده‌است، به هجده ایالت فنجیان در چین اشاره دارد که توسط رهبر نظامی شیانگ یو در سال ۲۰۶ قبل از میلاد، پس از فروپاشی سلسله چین ایجاد شد. تأسیس و الغای هجده پادشاهی، آغاز و پایان یک دوره متلاطم میان سلطنتی به نام مناقشه چو هان بود.
جزئیات تقسیمات فئودالی به شرح زیر است:
| نام                                | نام (چینی) | نام حاکم                               | مناطق تحت پوشش (در چین امروزی)                          | سرانجام                                      |
| ---------------------------------- | ---------- | -------------------------------------- | ------------------------------------------------------- | -------------------------------------------- |
| چو باختری                          | 西楚       | شیانگ یو                               | جیانگ سو، آنهویی شمالی، ژجیانگ شمالی، هنان شرقی و جنوبی | شکست توسط لیو بانگ                           |
| دودمان هان                         | 漢/汉      | لیو بانگ                               | سیچوان، چونگ کینگ، شانشی جنوبی                          |                                              |
| یونگ                               | 雍         | ژانگ هان (ژنرال چین (دودمان))          | شانشی مرکزی و گانسو شرقی                                | شکست توسط لیو بانگ                           |
| سای                                | 塞         | سیما شین (ژنرال چین)                   | شمال شرقی شانشی                                         | شکست توسط لیو بانگ                           |
| دی                                 | 翟         | دونگ یی (ژنرال کین)                    | شمال شانشی                                              | شکست توسط لیو بانگ                           |
| هنگشان                             | 衡山       | وو روئی (مقام شین مورد حمایت قبایل یو) | هوبی شرقی، جیانگشی                                      | با لیو بانگ متحد می‌شود                       |
| هان                                | 韓         | هان چنگ (خانواده سلطنتی هان)           | جنوب غربی هنان                                          |                                              |
| ژائو، به‌طور خلاصه دای نامیده می‌شود | 趙/代      | ژائو شی (خانواده سلطنتی ژائو)          | شمال شانشی، شمال غربی هبی                               | شکست توسط لیو بانگ                           |
| هنان                               | 河南       | شن یانگ (مقام ژائو)                    | شمال غربی هنان                                          |                                              |
| چانگشان                            | 常山       | ژانگ ار (معاون صدراعظم ژائو)           | هبی مرکزی                                               | با لیو بانگ متحد می‌شود                       |
| یین                                | 殷         | سیما آنگ (ژنرال ژائو)                  | هنان شمالی، هبی جنوبی                                   | با لیو بانگ متحد می‌شود                       |
| وی باختری                          | 西魏       | وی بائو (هیئت سلطنتی وی)               | شانشی جنوبی                                             | شکست توسط لیو بانگ                           |
| جیوجیانگ                           | 九江       | یینگ بو (ژنرال چو)                     | مرکز و جنوب آنهویی                                      | متحد با لیو بانگ (تسلیم شد، در اصل ژنرال چو) |
| لینجیانگ                           | 臨江       | گونگ آئو (ژنرال چو)                    | هوبی غربی، هونان شمالی                                  |                                              |
| یان                                | 燕         | زانگ تو (ژنرال یان)                    | شمال هبی، پکن، تیانجین                                  | با لیو بانگ متحد می‌شود                       |
| لیادونگ                            | 遼東       | هان گوانگ (خانواده سلطنتی یان)         | لیائونینگ جنوبی                                         | تسلیم لیو بانگ شد                            |
| کی                                 | 齊 یا 齐   | تیان دو (چی ژنرال)                     | شاندونگ غربی و مرکزی                                    | شکست توسط لیو بانگ                           |
| ژیائودونگ                          | 膠東       | تیان فو (خانواده سلطنتی کی)            | شاندونگ شرقی                                            |                                              |
| جی‌بی                               | 濟北       | تیان آن (رهبر شورشیان چی)              | شاندونگ شمالی                                           |                                              |

عمر هجده پادشاهی کوتاه بود. تقریباً بلافاصله شورش در چی شروع شد و پس از آن تیان رونگ جیائودونگ و جیبی را فتح کرد و ایالت قدیمی چی را دوباره متحد کرد. . در همین حال، شیانگ یو امپراتور یی چو و هان چنگ پادشاه هان را به قتل رساند. پس از آن، لیو بنگ از هان سرزمین‌های سه کین را فتح کرد و بدین ترتیب رسماً مناقشه چو هان را آغاز کرد. در پی نبردهای زیاد و تغییر اتحادها، هان، چو را شکست داد و همه پادشاهی‌های دیگر را تحت سلطه خود درآورد، جایی که لیو بانگ پادشاهان دست نشانده را منصوب کرد و در سال ۲۰۲ قبل از میلاد خود را اولین امپراتور سلسله هان کرد.